# Austrobailignano

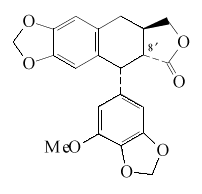
Austrobailignano 1.

Los austrobailignanos son lignanos aislados de Austrobaileya scandens.  El austrobailignano-6 es extraído también de Nectandra turbacensis.